# Основание Москвы
Основание Москвы датируется 1147 годом и приписывается князю Юрию Долгорукому. На момент основания Москвы Юрий был только князем Ростово-Суздальским.
Археологические работы, проведённые в районе Кремля, свидетельствуют, что в XI веке на этом месте уже существовало поселение, защищённое валом и рвом, что позволяет отнести его к категории городских.

## Раннее заселение территории Москвы
Согласно данным археологии, территория современных Москвы и Московской области была населена уже с эпохи верхнего палеолита около 22—23 тысяч лет назад. В этот период человек осваивал центральные районы Русской равнины, которые ранее были заняты ледником. Однако известные памятники верхнего палеолита немногочисленны (смотри Сходненский череп, Зарайская стоянка). Более подробную информацию о населении территории современной Москвы и прилегающих районов даёт эпоха мезолита. В Волго-Окском междуречье он датируется с 9000 по 6500 год до нашей эры. В это время развивалась индивидуальная охота, получило широкое распространение рыболовство. По мнению ряда исследователей, в мезолит началось формирование племенной организации. Археологические памятники данной эпохи представлены стоянками, расположенных на мысах и надпойменных террасах рек и озёр.
Более многочисленны памятники времён неолита (нового каменного века). Они датируются 5300—2500 годами до н. э. Населявшие территорию современной Москвы люди занимались охотой и рыболовством, которое играло огромную роль. Орудия значительно усовершенствовались, способы охоты и рыбной ловли стали более разнообразными. Неолит характеризуется большей оседлостью населения, а также изобретением глиняной посуды. Он стал временем расцвета первобытно-общинного строя. Племенная организация достигла высокого развития. Памятники неолита представлены стоянками, которые, порой, перекрывают памятники эпохи мезолита и имеют мощный культурный слой. В районе Москвы к верхнему неолиту относится верхневолжская культура. Развитый и поздний неолит в Москве и Подмосковье характеризуется стоянками льяловской и волосовской культур. Самые поздние из них датируются серединой второго тысячелетия до нашей эры, когда появились племена, знакомые с выплавкой меди и бронзы.
В конце третьего — начале второго тысячелетия до нашей эры в Подмосковье начали проникать племена культуры шнуровой керамики и боевых топоров. Основой их экономики было земледелие и животноводство. Они достигли высокого уровня в обработке камня, выплавляли медь и бронзу, изготавливая из них оружие и украшения. Спустя некоторое время часть племён выделилась в фатьяновскую культуру. Её памятники достаточно многочисленны, они представлены поселениями и грунтовыми могильниками.
В начале первого тысячелетия до нашей эры в лесной части Восточной Европы начинается эпоха раннего железа. Её поздним рубежом принято считать V век нашей эры. Она характеризуется выплавкой железа из местных болотных руд, освоением его кузнечной обработки. В эту эпоху территория современной Москвы была занята племенами дьяковской культуры. Их считают представителями финно-угорской культуры, в частности, ряд учёных полагает, что именно к дьяковской культуре относилось племя меря, на раннем этапе объединившееся с другими племенными союзами в Древнерусское государство. Их хозяйство было комплексным, земледелие и скотоводство сочетались с охотой и рыболовством.
Не позднее IX века на территорию Московского региона проникают славяне. Здесь встретились два колонизационных славянских потока, шедших с северо-запада и с юго-запада. С северо-запада переселялись кривичи и ильменские словене, с юга — вятичи. Граница между ними была выяснена археологическими исследованиями, в особенности трудами А. В. Арциховского. Границей, разделявшей вятичей и кривичей, было течение Москвы-реки. Севернее её жили кривичи, южнее — вятичи. Однако в районе современной Москвы поселения вятичей переходили речную границу и вторгались в кривичскую зону.

## Основание города
По мнению А. Г. Векслера, первого главного археолога города, возраст Москвы может превышать 1000 лет, о чём свидетельствуют монеты и вещи, найденные при археологических раскопках. Археолог А. В. Куза считал, что укреплённое древнерусское поселение возникло на рубеже XI—XII веков, а найденный вещевой материал указывает на ещё более раннее заселение.
Первым летописным упоминанием о Москве является известие Ипатьевской летописи о встрече в неком Москове ростово-суздальского князя Юрия Долгорукого с друзьями и союзниками во главе с новгород-северским князем Святославом Ольговичем в день «Пятка на Похвалу Богородицы» (в субботу 4 апреля) 6655 года (1147 годом от Рождества Христова): «Приди ко мнѣ брате въ Московъ. Ст҃ославъ же ѣха къ нему съ дѣтѧтемъ своимъ Ѡлгомъ».
Собственно город был основан на высоком Боровицком холме, в месте слияния рек Москвы и Неглинной, выше реки Яузы. Рядом находилось село Кучково, уже существовавшее до возникновения Москвы. Какое-то время названия Кучков/Кучково и Москва конкурировали между собой. Своим происхождением название города Москва обязано одноимённой реке. Для объяснения высказывался ряд гипотез на основе финно-угорских, славянских и балтийских языков.
Согласно летописи «О зачале Московского княжения», пересказанной историком XVIII века В. Н. Татищевым, сёла на территории современной Москвы (Воробьёво, Симоново, Высоцкое, Кулишки, Кудрино, Сущёво) принадлежали суздальскому боярину Ку́чке. По каким-то причинам боярин впал в немилость у Юрия Долгорукого, который казнил Кучку и завладел его землями (согласно недошедшей летописи, которой пользовался Татищев — Кучка хотел бежать в Киев со своей женой, которая была любовницей Юрия Долгорукого; но князь настиг и убил его в Москве, возвратившись из похода на Торжок зимой 1146—1147 годов. Многие историки однако считают это известие недостоверным. Поэтому Москва первое время носила второе название «Кучко́во» («Кучко́в»), а район между Лубянкой и Сретенскими воротами до XV века был известен как Кучково поле.
В Ипатьевской летописи под 1176 годом фигурирует не Москва, а Кучко́во («Москва рекше Кучково»), а в новгородской берестяной грамоте № 723 (не ранее 60 годов XII века) — Кучко́в.
В результате земляных работ 1959—1960 годов было установлено существование древнерусского «мысового» городища на территории современного Кремля уже в конце XI века, обнаружены остатки древнего оборонительного рва на углу современного Большого Кремлёвского дворца. Во дворе современного здания Оружейной палаты при реставрации кремлёвских стен в шурфе на шестиметровой глубине открылась вымостка из щебёнки — слабый след древней улицы, спускавшейся к Неглинной. На ней была найдена свинцовая печать, которую сначала посчитали оттиснутой в Киевской митрополии между 1091 и 1096 годами (согласно В. Л. Янину), но позже выяснилось, что она более поздняя, возможно, владимирская. С другой стороны Боровицкого холма на низменный берег реки Москвы спускалась улица, ведшая к пристани, в районе современной Москворецкой набережной (вблизи к/т «Зарядье»). Севернее современного Успенского собора проходила другая улица, деревянная мостовая, созданная в конце XI века (по данным дендрохронологии, примерно в 1080—1090-х годах). В разных местах найдены следы железоделательного, кузнечного и кожевенного ремесленного производства неукреплённой части раннего города — посада, существовавшего в конце XI века.
К 1156 году летопись относит основание Юрием Долгоруким города Москвы в ряду Дмитрова и других суздальских городов, в смысле устройства деревянной крепости — будущего Кремля (впрочем, дата летописца считается условной и носит характер «позднейшего припоминания»). Предположительно, строительством руководил старший сын Юрия Долгорукого, Андрей Юрьевич (будущий Андрей Боголюбский). Крепость на Боровицком холме была небольшой (периметр её стен составлял около 510 м). Конструкция укрепления, в которой в нижней части был использован ряд срубов, а в верхней — сооружение, изготовленное по хаковой (крюковой) технологии, имеет аналогии с «перекладными» конструкциями в верхней части Змиевых валов на Киевщине. Радиоуглеродное и археологическое датирование деревянных элементов крюковой конструкции вала указывает на первую половину XII века. Здесь размещался отряд княжеской дружины для защиты Суздальского княжества от западных соседей. В 1177 году в ходе усобиц, последовавших за убийством Боголюбского, крепость сжёг рязанский князь Глеб Ростиславич, но она была быстро восстановлена.
В культурном слое конца XII — первой трети XIII века под 14-м корпусом Кремля была найдена каменная форма для отливки металлических грузиков, которая содержит самую древнюю кириллическую надпись на территории Москвы. На формочке имеется около полутора десятков букв, часть из которых — в зеркальном начертании. Четыре буквы читаются как «РИЯН». Мастер, предположительно, пытался процарапать на формочке своё имя.
В XVII веке в Московском государстве была написана «Повесть о Мосохе», легендарно-историческое сочинение, согласно которому, Мосох (библейский Мешех) — «шестой сын Афетов, внук Ноев», «шедше от Вавилона с племенем своим» (после Вавилонского столпотворения), сделал остановку на реке, названной по его имени Москвой, и «народил московитов от своего имени». Потомками этих «московитов» была разрушена Троя. Они стали первыми насельниками «Римской области», этрусками, русский язык которых впоследствии «извратился»; пленили Филиппа, отца Александра Македонского; завоевали Рим и стали его владыками ещё до того, как на Рим пришли готы и др. Хотя «един московский народ» населил почти всю Европу, это, «аще и разны имяны, но вси един московский народ»; «истинный же столп языка славянского в Московстей земли». Произведение имеет фантастичный характер и сходно по замыслу со «Сказанием о Словене и Русе», созданным в то же время. Источниками повести были польские сочинения.